# カトリック阿倍野教会
カトリック阿倍野教会（カトリックあべのきょうかい）は、大阪府大阪市阿倍野区松崎町に所在するキリスト教の教会。教派はカトリック教会。教区 (大司教区) は大阪大司教区。大阪市都市景観資源に選定されている。

## 歴史・概要
1946年 (昭和21年) 8月、同区旭町に仮聖堂を得て、教会を建築。1949年にゴシック様式の聖堂を建築。1985年に現在の聖堂を建築する。形状はノアの箱舟を模っている。駐車場奥、聖堂内にそれぞれ聖母マリア像を配置する。聖堂側壁の窓はステンドグラスで12人の使徒がそれぞれの特徴を捉えて表現される。南面する公道から聖堂に向かうと後方にあべのハルカスを望む。2016年 (平成28年) 大阪市に「阿倍野区の都市景観資源」として選定された地域のシンボル的存在である。

## 現地情報

### 所在地
大阪府大阪市阿倍野区松崎町3-6-25

### 交通アクセス
JR西日本、近鉄、大阪メトロ天王寺駅より徒歩7分